# ケネス・ドゥリア
ケネス・ドゥリア（Kenneth Duria, 1969年7月28日 - ）はアメリカ合衆国出身の日本の俳優。
身長183cm・体重89kg・BWH：112・87・118・靴29cm 。日本人妻と一人息子がいる。家族三人で東京都墨田区に在住。

## 人物
家族構成は父・母、兄・姉、弟で、父は身長2m。
語学は英語、日本語。
趣味、特技はラップ、バスケ、テニス、スキー他スポーツ全般、沖縄少林寺拳法、ラップミュージック（DJ・歌等）。
憧れのヒーローはブルース・リー。彼の生き方、生きる者に対する考え方が素晴らしくもちろんアクションも抜群で秀でたカリスマ性があったと評価している。
自身がアメリカで生活していた頃から特撮ヒーロー作品は人気があり、ビデオやケーブルテレビで頻繁に視聴していた。そうした経緯から『仮面ライダー555』への出演依頼があった際はとても嬉しかったと当時を振り返り、ヒーローではなく『Mr.ジェイ』という悪役での出演だったが気にならなかったと語っている。当時、学校で英語を教えていたが、学校では怖がる子供は一人もおらず、「Hey! Mr.J! Mr.J!」と『555』への出演やMr.ジェイというキャラクターを息子も含め大喜びで受け入れてもらっていた。
『仮面ライダー555』の撮影現場では、「ケニー」と親しまれていた。スタッフ達が開放的に接してくれたおかげで居心地の良い環境で撮影に臨めたと語っている。
『仮面ライダー555』のキャストとはもんじゃ焼きを食べに行くなど親交を深めた。特に、乾巧役の半田健人とは芝居だけでなく音楽についても語り合い充実した時間を過ごしていた。

## 出演

### ドラマ
- NHK大河ドラマ
  - 毛利元就(NHK大河ドラマ)
- 仮面ライダー555(2003年) - J役[注釈 1]

### バラエティ
- 奇跡体験!アンビリバボー
- さんまのからくりTV(TBS)
- ぶちぬき（テレビ東京） - セミレギュラー
- 特命リサーチ200X-2
- シブスタ（テレビ東京・関東ローカル） - レギュラー
- 中居正広の金曜日のスマたちへ（TBS）

### その他
- 日本語講座（NHK教育）
- カバーしようよ（テレビ東京）